# Firefly (sång)
Firefly är en låt framförd av den cypriotiska sångerskan Christina Metaxa. Låten var Cyperns bidrag i Eurovision Song Contest 2009 i Moskva i Ryssland. Låten är skriven av Nikolas Metaxas.
Bidraget framfördes i den andra semifinalen den 14 maj och fick 32 poäng vilket gav en fjortonde plats, inte tillräckligt för att gå vidare till finalen.